# Patada voladora

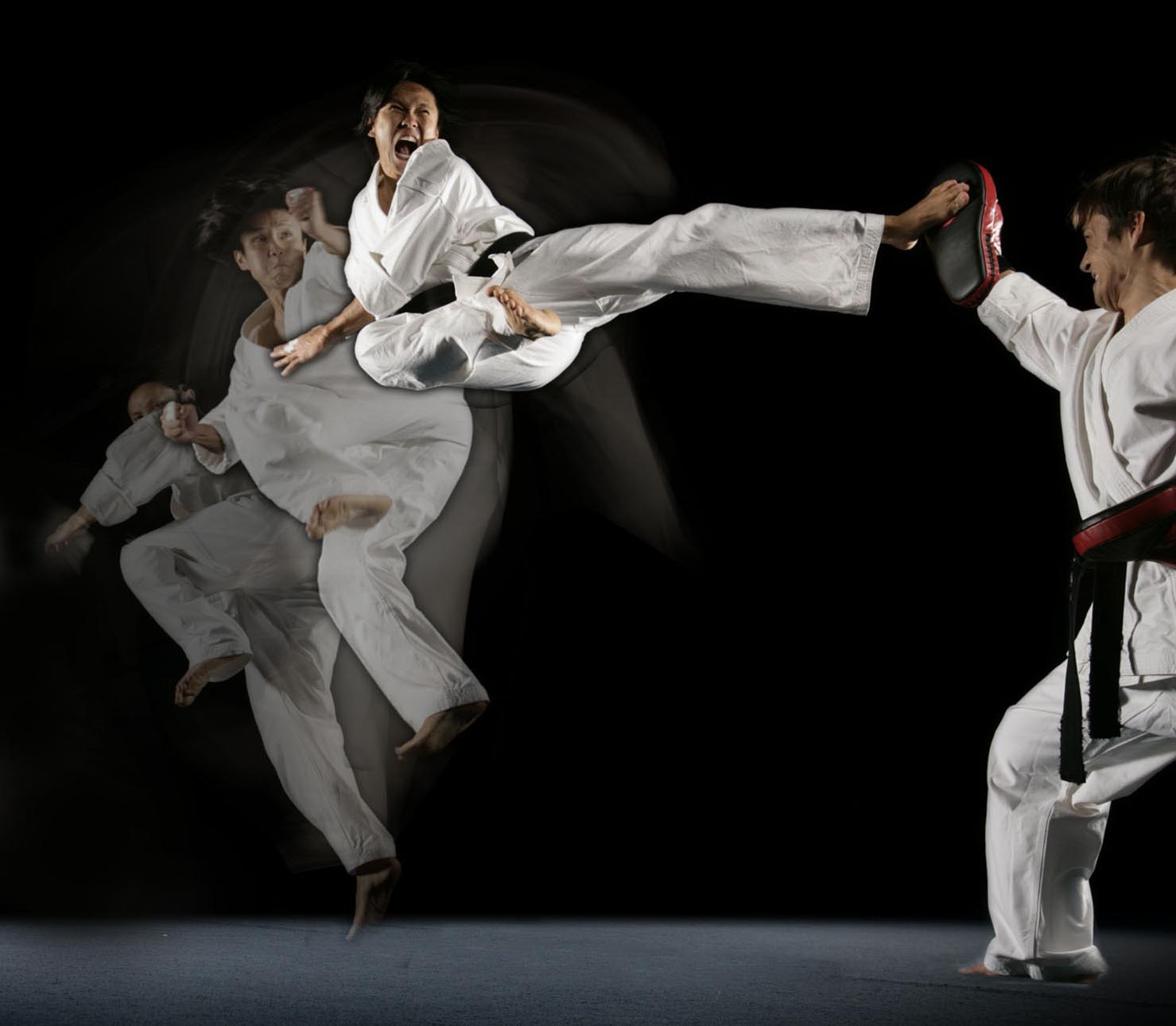
Steven Ho ejecutando una patada con salto y giro.

La patada voladora está presente como una técnica de combate, en varias disciplinas de las artes marciales, es una descripción general de patadas que implican empezar a correr, saltar, y luego hacer una patada en el aire, en menos de un segundo de duración. Para realizar esta patada se deben combinar equilibrio, fuerza abdominal, un rechazo adecuado desde el suelo y una técnica precisa para que sea efectiva.
En comparación con una patada normal, el usuario es capaz de lograr un mayor impulso de la carrera desde el principio. A las patadas voladoras no se las deben confundir con las patadas saltadoras, que son maniobras similares. Una patada saltando carece del inicio de carrera, el artista marcial simplemente salta y patea desde una posición estacionaria. Las patadas voladoras son una práctica común en taekwondo, karate, wushu y muay thai para aptitud, exposiciones, concursos, y defensa personal. 

## Desarrollo de una patada voladora lateral
Una patada voladora requiere de un cuerpo entrenado y elástico para su ejecución, es particularmente usada por individuos de poco peso y buena adecuación muscular. El primer paso es el impulso con un par de pasos a la carrera rechazando con el pie flectado a nivel del torso con la pierna flectada (como un resorte comprimido), la pierna de soporte queda flectada bajo las nalgas y el segundo paso es un solo movimiento combinado de caderas que proyecta el golpe de pie lateralmente e instantáneamente el pie de apoyo se flecta y al caer este pie apoya el cuerpo al contactar el suelo.
La patada voladora casi siempre busca el golpe en el pecho o torso lateral del contrincante.

## Tipo de patadas voladoras
Existen muchas variantes de patadas voladoras, a menudo derivadas de la patadas básicas. Algunas de las más conocidas patadas voladoras son: patada voladora lateral hacia el frente, patada voladora hacia atrás con medio giro de cintura, patada voladora frontal con ambos pies, y patada giratoria, así como patada rotatoria inversa. Hay también patadas voladoras con vuelta aérea completa que son muy difíciles de ejecutar pero altamente efectivas. (Véase Marko Zaror).
Las patadas voladoras requieren un gran desarrollo de energía en un mínimo momento de tiempo; son usadas en combates con contacto distante y no son habituales en torneos ni menos en fintas callejeras por la experiencia que se requiere, pero en grescas y en disturbios masivos, pseudo artistas marciales las sacan a relucir arteramente contra personas desprevenidas.
Otros incluyen la patada voladora estampada (tobi sakuto).

## Popularidad
Las patadas voladoras son un elemento común en las películas de artes marciales y programas de televisión, por su carácter acrobático y espectacularidad. 
Actores como Bruce Lee, Jean Claude Van Damme, Jet Li y Jackie Chan, Marko Zaror y el jugador de la NBA, Bruce Bowen, son sólo algunas de las estrellas conocidas que mostraron patadas muy bien ejecutadas en el aire. En la serie de televisión Kamen Rider, muchas patadas Rider, que se representaron por los héroes, son patadas voladoras también.
Las variantes análogas de patadas voladoras también se observan en tricking, breakdance y en gimnasia.